# Набат Ашурбейлі
Набат ханум Коджа-бек кизи Ашурбєкова (азерб. Nabat xanım Qoca qızı Aşurbəyova, нар.. 1795, Баку — пом.. 1912, 7 грудня, там же) — азербайджанський нафтопромисловець і меценатка, яка побудувала мечеть Тезе Пир.

## Життєпис
Набат Ашурбейлі народилася в 1795 році в родині Коджа-бека Ашурбєкова. Була онукою Гаджі Імам Верді-бека Ашур-хан огли.
Набат Ашурбейлі стала меценаткою. Вона пожертвувала певну суму на будівництво Баку-Шолларського водогону. Також одна з міських лазень Баку, розташована на нинішній вулиці Топчубашева була побудована Набат ханум Ашурбейлі. Лазня раз на тиждень працювала безкоштовно для бідних сімей та сиріт.

### Будівництво Тезе Пир
Набат ханум також фінансувала будівництво однієї з найбільших мечетей сучасного Баку, Тезе Пир. Азербайджанський архітектор Зівер бек Ахмедбеков був відправлений в подорож країнами Близького Сходу, з дорученням ознайомитися з архітектурою мечетей. Повернувшись до Баку Зівер беком був підготовлений проект мечеті.
Будівництво мечеті почалося 23 липня 1905 року. Для закладення першого каменю фундаменту мечеті Набат ханум запросила Гаджі Зейналабдін Тагиєва, яким також при закінченні будівництва був закладений останній камінь. Будівництво тривало до 1914 року, тобто сама Набат ханум не побачила готову мечеть. Після її смерті у 1912 році будівництвом зайнявся її син Гаджі Аббас-Гулу Рзаєв.
Набат ханум похована біля входу до мечеті Тезе Пир. Також, поруч з матір'ю, похований її син Гаджі Аббас-Гулу Рзаєв.

## Родина
- Чоловік — Гаджі Муса Рза Рзаєв;
- Син — Гаджі Аббас-Гулу Рзаєв;
- Дочки:
  - Ашраф ханум Рзаєва
  - Гюльбіста ханум Рзаєва

## Пам'ять
- У Баку (столиці Азербайджану) одна з міських вулиць названа на честь Набат ханум Ашурбейлі[10].